# Черновское сельское поселение (Пермский край)
Черновское сельское поселение — упразднённое муниципальное образование в составе Большесосновского района Пермского края.
Административный центр — село Черновское.
Существовало с 19 декабря 2004 года по 14 мая 2021 года Большесосновский муниципальный район, упразднено в связи с преобразованием муниципального района в муниципальный округ.

## Население
| 2010  | 2012  | 2013  | 2014  | 2015  | 2016  | 2017  |
| ----- | ----- | ----- | ----- | ----- | ----- | ----- |
| 2177  | ↗2213 | ↘2190 | ↗2222 | ↗2227 | ↘2212 | ↘2187 |
| 2018  | 2019  | 2020  | 2021  |       |       |       |
| ↘2162 | ↘2113 | ↘2073 | ↘2038 |       |       |       |

## Населённые пункты
В состав поселения входили 7 населённых пунктов:
- с. Черновское
- д. Вары
- д. Желнино
- д. Зачерная
- д. Лягушино
- д. Осиновка
- д. Плоска